# Talking Points Memo
Talking Points Memo (TPM) es un sitio web de opinión y noticias políticas creado y dirigido por Josh Marshall que debutó el 12 de noviembre de 2000. El nombre es una referencia al memorando (lista corta) que consta de los temas (puntos) discutidos por un lado en un debate o utilizados para respaldar una posición adoptada sobre un tema. En 2007, TPM recibió un promedio de 400 000 páginas vistas cada día de la semana.

## Crecimiento
Talking Points Memo fue fundado como un blog político en 2000 por Josh Marshall, quien hasta 2004 fue el único empleado del sitio. En 2005, se incorporó TPM Media LLC, y la empresa comenzó a crecer con más empleados y sitios web derivados. En 2009 tenía 11 empleados y, habiendo sido financiado anteriormente con anuncios y donaciones de lectores, recibió inversiones ángeles de un grupo liderado por Marc Andreessen. En 2009, TPM abrió una oficina en Washington D. C. y se unió al grupo de prensa de la Casa Blanca junto con varios otros medios de noticias progresistas para cubrir la administración Obama. El sitio introdujo un servicio de suscripción, TPM Prime, en 2012, que en 2017 tenía más de 21 000 suscriptores, y en diciembre de 2020 tenía casi 35 000 suscriptores.

## Recepción
Robert W. McChesney y John Nichols describen que el sitio adopta un tono «más estridente y sensacionalista» que los medios de noticias tradicionales. Esto incluye acuñar frases como Bamboozlepalooza para describir los esfuerzos de George W. Bush por privatizar la Seguridad Social, a lo que se opuso el blog; y bitch-slap politics («política de bofetadas») para referirse al Swiftboating del candidato presidencial de 2004, John Kerry.
McChesney y Nichols comparan el estilo del sitio con el estilo muckraker de Upton Sinclair. Los aspectos más sociales del sitio, que invitan al crowdsourcing, se compararon con el La Follette's Weekly. Tom Rosenstiel, director del Proyecto para la Excelencia en Periodismo, dijo en 2009 que «TPM es realmente una operación de promoción que se ha movido hacia el periodismo».
Entre los blogueros invitados se encuentran Matthew Yglesias, Robert Reich, Dean Baker, Michael Crowley y, brevemente, el candidato a vicepresidente John Edwards. A partir del verano de 2006, el blogger anónimo DK proporcionó muchas publicaciones de fin de semana. El 11 de noviembre de 2006, se reveló que DK era el abogado David Kurtz, quien ahora publica abiertamente bajo su nombre.
En 2007, TPM ganó un premio George Polk por reportajes legales por su cobertura del escándalo de los fiscales estadounidenses de 2006, convirtiéndose en el primer medio exclusivamente en línea en recibir el premio.